# Valsella clypeata
Valsella clypeata är en svampart som beskrevs av Fuckel 1870. Valsella clypeata ingår i släktet Valsella och familjen Valsaceae.   Inga underarter finns listade i Catalogue of Life.